# 級数
数学における級数 (きゅうすう、英: series) とは、ひと口に言えば数や関数など互いに足すことのできる数学的対象の列について考えられる無限項の和のことである。ただし「無限の項の総和」が何を表しているのかということはしばしば解析学の言葉を用いて様々な場合に意味を与える（#級数の収束性の節を参照）ことができるが、そのようなことができない「発散する級数」もあれば、級数自体を新たな形式的対象としてとらえることもある。小さくなっていく実数を項とする級数の収束性については様々な判定条件が与えられている。
級数を表す記法として、和記号{\displaystyle \textstyle \sum }を用いた表現{\displaystyle \textstyle \sum a_{n}}や三点リーダ ⋯ を用いた表現 a0 + a1 + ⋯ などがある。
有限個の項以外は 0 とすることで有限個の対象の和を表すこともでき、無限項の和であることを特に強調する場合には無限級数ともいう。無限の項の和の形に表された級数が何を表しているかということは一見必ずしも明らかではないため、何らかの意味付けを与えなければならない。最もよく採用される理解の方法は、有限個の項の和が収束する先を無限級数の値とすることである。例えば、
{\displaystyle {\frac {1}{2}}+\cdots +{\frac {1}{2^{n}}}=1-{\frac {1}{2^{n}}}}
より
{\displaystyle {\frac {1}{2}}+{\frac {1}{4}}+{\frac {1}{8}}+\cdots =1}
となる（1/2 + 1/4 + 1/8 + 1/16 + ⋯ を参照）。このほかに、解析接続などの手法により、みかけ上発散している級数に対して
{\displaystyle 1+2+3+\cdots =-{\frac {1}{12}}}　（1+2+3+4+…を参照）
のような等式が意味付けされることもある。

## 定義
与えられた無限数列 {an} に対し、初項から第N項（N は自然数）の総和
{\displaystyle S_{N}:=a_{0}+a_{1}+a_{2}+\cdots +a_{N}=\sum _{n=0}^{N}a_{n}}
を数列 {an} あるいは級数 ∑ an の第 N部分和 (英: partial sum) と呼び、これらを総称して部分和と呼ぶ。「無限個の項の和」の意味が必ずしも明らかではない場合も含めて、形式的な意味での（無限）級数とはこの部分和からなる列 {SN} 自身のことであると理解される（各項 SN は有限級数と呼ばれることもある）。またこの部分和の列自身を「形式的な和」として
{\displaystyle a_{0}+a_{1}+a_{2}+\cdots ,\quad \sum _{n=0}^{\infty }a_{n},\quad \sum _{n\in \mathbb {N} }a_{n},\quad \sum _{n}a_{n}}
などの形で書き表す。ただし、これはそう書くというだけのことであって、これに「総和」としての意味のある値を結びつけるには、きちんとした理由付けが必要である。例えば、有限個の例外を除いて全ての項が 0 である無限列（実質有限列）に対しては、0 である項は総和に寄与しない（ので無いも同然の）ものと考えることにより、0 でない有限個の項の総和の値を以って所期の級数の値、すなわち無限個の項の総和であるとすることは自然である。そうでない場合、つまり 0 でない項が無数にある無限列に対しては、実質的有限であることは必ずしも期待できないので、総和のきちんとした定義は、やはり極限や収束について考えられなければならない。
有限個の項の和である部分和は、初等代数の意味での総和として定義されている。部分和の列 {SN} が適当な意味で収束して有限な値 α を持つならば、級数 ∑ an は収束 (英: converge) するといい、α を数列 {an} あるいは級数 ∑ an の和の値と呼んで、
{\displaystyle \sum _{n=0}^{\infty }a_{n}=\lim _{N\to \infty }S_{N}=\alpha }
で表す。部分和が有限な値に収束しない（極限が無いかあっても有限でない）級数は発散 (英: diverge) するという。級数に和の値が結び付けられているとき、しばしば便宜的に「級数の和の値」の意味で「級数」という言葉を用いることがある（和の値を単に和と呼ぶことがあるのと同様である）。これらは厳密に言えば異なる概念であるが、いずれの意味であるのかは文脈から明らかなはずである。

## 例
例えば、「0.999... = 1」における左辺は
{\displaystyle 0.999\cdots =0.9+0.09+\cdots +9\cdot 10^{-n}+\cdots }
という級数の値という意味である。an = 9 × 10−n で定まる無限数列 {an} の部分和の列
{\displaystyle (s_{1}=0.9,s_{2}=0.99,\cdots ,s_{N}=0.\underbrace {99\cdots 9} _{N},\cdots )}
を考えれば常に sN < 1 であって、1 という値がこの数列の項としては現れない。素朴な意味で 0.999… ≠ 1 とか 0.999… < 1 であると主張する人々の議論は、しばしばこのような数列として 0.999… を捉えているものと解釈することができる。同様にそのような捉え方では、数列 {1 − sN} は
{\displaystyle (0.1,0.01,\cdots ,0.\underbrace {00\cdots 0} _{N-1}1,\cdots )}
であるから、0 が続いた後に必ず 1 が現れるはずだ（から等しくは無い）ということになる。しかしこれらの数列の極限は
{\displaystyle 1-s_{N}=0.\underbrace {00\cdots 0} _{N-1}1\to 0\quad (N\to \infty ),}
{\displaystyle s_{N}=\textstyle \sum \limits _{i=1}^{N}9\cdot 10^{-i}\to 1\quad (N\to \infty )}
と定まるので、級数 0.999… の値は 1 なのである。

## 級数の収束性
自然数によって項が添字づけられている場合には絶対収束と条件収束との2つの収束性の概念を定義することができる。各項が絶対値（ノルム）の定義された体系に属する級数 ∑an は、有限個の項の絶対値を足して得られる正数列が有界である場合、
{\displaystyle \sum _{i=1}^{n}|a_{i}|<{}^{\exists }M\quad ({}^{\forall }n)}
その級数は絶対収束 (英: en:absolute convergence) していると言われる。最初の有限個の項の絶対値をそれぞれ足して得られる数の列がコーシー列になっているようなとき、およびそのときに限り絶対収束が成り立っている。
最初の有限個の項を足して得られる部分和の列が収束しているような級数 ∑an は条件収束 (英: en:conditional convergence) あるいは単に収束していると言われる。
{\displaystyle s_{n}=\sum _{i=1}^{n}a_{i}\to {}^{\exists }s\quad (n\rightarrow \infty )}
絶対収束している級数は条件収束している。しばしば「絶対収束でない収束」の意味で単に「条件収束」と呼ぶことがある。条件収束級数の和の値は一般に数列の項の並びに依存して決まる。数列 {an} の項を任意に並べ替えてできる数列 {aσ(n)} の和が、置換 σ の取り方に依らずもとの数列の和に等しいとき、しばしば級数 ∑an は無条件収束 (英: en:unconditional convergence) しているといわれる。絶対収束級数は無条件収束する。無条件収束でない（実数項の）収束級数は、適当な置換を選んで並べ替えることにより、任意の（実数）値に収束または発散させることができる。
整数の集合など、整列可算集合ではない添字集合 I によって項が数え上げられた級数 {\displaystyle \textstyle \sum \limits _{i\in I}a_{i}} に関しても以下のように収束性の概念を定めることができる。添字集合の有限部分集合のなす直系について、対応する項の和が収束、すなわち
{\displaystyle \varinjlim _{F}\sum _{F\subset I:|F|<\infty ; \atop i\in F}a_{i}={}^{\exists }s}
となるとき、級数 {\displaystyle \textstyle \sum \limits _{i\in I}a_{i}} は条件収束しているといい、各項の絶対値を考えられて
{\displaystyle \sum _{F\subset I:|F|<\infty ; \atop i\in F}|a_{i}|<\infty }
となっているとき {\displaystyle \textstyle \sum \limits _{i\in I}a_{i}} は絶対収束していると言われる。

### 無限級数の収束判定法
上に有界な正項級数
各項が実数で正の級数を正項級数という。上に有界な単調増加な実数列が収束することから、
正項級数は有限項までの和が常にある一定の上界Ｍを持つならば収束する。
（これはもちろん絶対収束する級数でもある）。条件を弱めて各項を非負としても良い。
交代級数の収束判定
各項が実数で正負が毎回反転する級数を交代級数という。
交代級数は項が0に収束するならば収束する。
ガウスの判定法
すべての項が正の数である級数（正項級数）∑an が、ある正の数 α に対して、{\displaystyle {\frac {a_{n}}{a_{n+1}}}=1+{\frac {\alpha }{n}}+O\!\left({\frac {1}{n^{2}}}\right)}と書けるならば、∑an は α > 1 のとき収束し、α ≤ 1 のとき発散する。
ライプニッツの収束判定法 (Leibniz criterion)
交項級数 ∑ an は |an| が単調減少で 0 に収束するならば収束する。
コーシーの冪根判定法
実数を各項にもつ級数 ∑an は、{\displaystyle \limsup {\sqrt[{n}]{|a_{n}|}}<1} ならば絶対収束し、逆にこの量が1より大きければ発散する。
ダランベールの収束判定法連続する項の比の絶対値が1より小さな極限を持つ級数は絶対収束し、逆に1より大きな極限を持つ級数は発散する。
比較判定法
|an| < bn (n = 1, 2, …) が成り立つとき、{\displaystyle \sum _{n=1}^{\infty }b_{n}} を優級数、{\displaystyle \sum _{n=1}^{\infty }a_{n}} を劣級数という。優級数が収束するならば劣級数は絶対収束する。（対偶により）劣級数が発散すれば優級数も発散する。

### 無限級数の打切り誤差（剰余項）
無限級数の打切り誤差（剰余項）を評価することは数値解析(特に精度保証付き数値計算・計算機援用証明)などでは欠かすことのできない手順である。

#### 交代級数の打切り誤差（剰余項）
ライプニッツの収束判定法が適用できるとき、打切り誤差（剰余項）を厳密に評価できる。この技法はベッセル関数にも適用できる。

#### 正項級数の打切り誤差（剰余項）
正項級数を
{\displaystyle S:=\sum _{m=0}^{\infty }a_{m}}
と定めてその部分和を
{\displaystyle S_{n}:=\sum _{m=0}^{n}a_{m}}
とする。このとき、
{\displaystyle 1>{\frac {a_{n+2}}{a_{n+1}}}>{\frac {a_{n+3}}{a_{n+2}}}>\cdots }
が成り立つとき、公比の最大値を用いて打切り誤差を
{\displaystyle |S-S_{n}|=\left|\sum _{m=n+1}^{\infty }a_{m}\right|\leq {\frac {a_{n+1}}{1-a_{n+2}/a_{n+1}}}={\frac {{a_{n+1}}^{2}}{a_{n+1}-a_{n+2}}}}
と評価できる。

#### テイラー級数の打切り誤差（剰余項）
テイラーの定理はテイラー級数の打切り誤差（剰余項）を与える定理である。数学関数の精度保証付き数値計算で重宝する。

#### 行列指数関数の打切り誤差（剰余項）
行列指数関数:
{\displaystyle \exp(X):=\sum _{k=0}^{\infty }{\frac {1}{k!}}X^{k},\quad X\in \mathbb {C} ^{n\times n}}
の打切り誤差（剰余項）を評価する手法として、scaling and squaring method が知られている。誤差評価は次のようになる：
{\displaystyle T_{r,s}(X):=\left[\sum _{j=0}^{r}{\frac {1}{j!}}(X/s)^{j}\right]^{s},\quad ||\exp(X)-T_{r,s}(X)||\leq {\frac {||X||^{r+1}}{s^{r}(r+1)!}}\exp(||X||).}

#### 超幾何級数の打切り誤差（剰余項）
公比を使うことで超幾何級数:
{\displaystyle _{r}F_{s}\left[{\begin{matrix}a_{1},a_{2},\dotsc ,a_{r}\\b_{1},b_{2},\dotsc ,b_{s}\end{matrix}};z\right]:=\sum _{n=0}^{\infty }{\frac {(a_{1})_{n}(a_{2})_{n}\dotsb (a_{r})_{n}}{(b_{1})_{n}(b_{2})_{n}\dotsb (b_{s})_{n}\;n!}}z^{n}}
の打切り誤差（剰余項）を評価することができる。

## 級数の例
以下に重要な級数の例を挙げる。
- 等比級数（幾何級数）は収束する級数の典型的な例である。
- 冪級数は各項を単項式とする級数である。
アーベルの定理は、数列級数の収束と、その母関数である正則関数の値の収束値との間の関係を与えている。
- ローラン級数は単項式の次数として負の自然数を許した二方向への無限和であり、自然数と異なる添字集合によって項が与えられる例になっている。
- テイラー級数は滑らかな関数の、冪級数としての表現を与えている。
- フーリエ級数は各項を三角関数とする級数による関数の表示を与えている。
- 調和級数はよく知られた収束しない級数の例である。調和級数が発散する現象はオイラーによる素数の無限性の証明にも利用されている。
- ディリクレ級数は調和級数型の級数を特殊値とするような、各項が特定の指数関数からなる級数である。
- 超幾何級数、q超幾何級数 (超幾何級数のq類似)[10]、楕円超幾何級数[10]は可積分系・数理物理・特殊関数論などで頻出する。

## 関数項級数
関数列 {fn} に対して、関数を項に持つ級数
{\displaystyle \sum _{n=0}^{\infty }f_{n}}
を関数項級数 (en:function series) と呼ぶ。関数列 {fn} は変数 x の値をひとつ止めるごとに数列 {fn(x)} を与えるから、各点における部分和
{\displaystyle S_{N}(x):=f_{0}(x)+f_{1}(x)+f_{2}(x)+\cdots +f_{N}(x)=\sum _{n=0}^{N}f_{n}(x)}
の極限は数列の和の意味での級数である。関数列 {fn} は適当な集合 E について x ∈ E なる任意の x に対する数列 {SN(x)} が収束するとき、E 上で各点収束するという。このとき x における値を
{\displaystyle f(x):=\lim _{N\to \infty }S_{N}(x)}
で定義して得られる関数 f を関数列 {fn} の（各点収束の意味での）極限関数という。またこのとき、一般に部分和 SN の漸近的な評価、すなわち任意の ε > 0 に対して
{\displaystyle |S_{N}(x)-f(x)|<\varepsilon }
とできるような N = N(ε) の選び方は x ごとに異なってよいが、もし x に依らず一定の N をとることができるならば、関数項級数 ∑
n fn は E 上で極限関数 f に一様収束するという。
連続関数の一様収束極限はふたたび連続であるから、連続関数を項に持つ関数項級数の一様収束極限もやはり連続関数となる。また、可積分関数を項に持つ関数項級数が一様収束するならば、その極限関数はふたたび可積分であり、とくに項別積分可能 (英: integrable term by term)
{\displaystyle \int _{E}\sum _{n=0}^{\infty }f_{n}(x)\,dx=\sum _{n=0}^{\infty }\int _{E}f_{n}(x)\,dx}
である。滑らかな関数を項に持つ関数項級数の一様収束極限に対する項別微分可能性も同様である。収束冪級数の収束はその収束域において一様で、各項の冪関数は可積分かつ連続的微分可能であるから、収束冪級数は項別積分可能かつ項別微分可能であり、その原始関数および導関数はもとの冪級数と同じ収束域もつ冪級数として得られる。
関数列の収束性と同じく、関数項級数の他の収束性として分布収束（法則収束）や平均収束なども考えることができる。

## 歴史
古代ギリシアでは、幾何級数に基づく取り尽くし法によって四角錐の体積（エウドクサス）、放物線と直線で囲まれた部分の面積（アルキメデス）などを求める方法が開発された。
関数を級数によって表す方法論は、14世紀インドのマーダヴァによる逆正接関数のテイラー級数の研究が知られているうちで最古のものである。マーダヴァは同時にこの級数の収束する条件についても述べているが、これは収束性の議論という意味でも初めての研究になっている。
条件収束の概念は1823年のポアソンの研究に初めて現れる。テイラー級数の一般論はブルック・テイラーによって1715年に発表された。フーリエ級数は1822年のフーリエの研究に、ディリクレ級数は1839年のディリクレの研究で初めて定義された。

### 歴史的な記法
無限の項を表すための記法として知られる最も古いものは17世紀ヨーロッパの数学界で用いられた &c（x+y+z,&cが現在の記法で書くところの x+y+z+…を表した）である。このほか用いられた記法に x+y+z+&c, x+y+z+etc,  x + y + z + . . . . ∼ などがあった。級数を表す記号として大文字のシグマを初めて使ったのはオイラー (1775) だったが、この記号はすぐには広まらなかった。

## 一般化

### 漸近級数
ある種の関数の漸近級数あるいは漸近展開とは、定義域内の点における部分和がその関数のよい近似を与えるような無限級数をいう。漸近級数は、一般には必ずしも収束しないが、近似列として見れば有効であり、任意の有限項で打ち切った和の値があるべき「真の値」に近いものを与える。ただし、真の値がそのまま得られる収束級数とは異なり、漸近級数を利用するにはきちんと誤差を評価する必要がある。事実として典型的な漸近級数では、ある程度多くの項を加えて初めて「最適」な近似が得られるようになり、また一方で加える項の数が多くなりすぎると近似の精度が悪くなるという特徴が見られる。

### 発散級数
「通常の意味」での和が収束しないような級数に対して、何らかの意味で和と呼ぶにふさわしい極限値を割り当てることができるというような状況はたくさんある。総和法はそのような、古典的な意味での収束の概念を完全に拡張して、発散級数全体の成す集合の特定の部分集合に対して値を割り当てる方法である。総和法の代表的なものとしては、総和可能な発散級数が少ない（実は後へいくほど前者の一般化となる）順にチェザロ総和法、(C, k)-総和法（k-次のチェザロ総和法）、アーベル総和法、ボレル総和（en:Borel summation）などがある。
どのような総和法が可能かということに関して知られる一般的な結果の一種で、シルバーマン-テープリッツの定理は（係数全体の成すベクトルに無限次行列を作用させることによって発散級数を総和する）行列総和法 (英: en) を特徴付けるものである。発散級数に対する最も一般の総和法は、バナッハ極限に関するもので、非構成的 (英: non-constructive) なため計算などには向かない。

### 位相代数系における級数
級数の概念をバナッハ空間の元の列に対するものに拡張するのは容易である。(xn) をバナッハ空間 X 内の点列とするとき、級数 ∑ xn が x ∈ X に収束するとは、その部分和の列が N → ∞ の極限で
{\displaystyle {\bigl \|}x-\sum _{n=0}^{N}x_{n}{\bigr \|}\to 0}
となる意味で x に収束することを言う。
さらに一般に、任意の位相アーベル群（分離位相群を成す可換群）における収束級数の概念を定義することができる。この場合も具体的には、級数 ∑ xn が x に収束するということを、その部分和の列が x に収束することを以って定める。

### 任意添字集合上の和
任意の添字集合 I に対する和を定義することもできる。通常の級数の概念に対して、大きく二つの異なる一般化の方向性があり、ひとつは添字集合に特定の順序が定められていない場合であり、もうひとつは添字集合が非可算無限集合となる場合である。

#### 任意濃度の添字集合の場合
必ずしも可算でない無限集合 I で添字付けられる非負実数の族 (ai)i∈I の総和は、発散する場合も含めて
{\displaystyle \sum _{i\in I}a_{i}=\sup _{A\subset I \atop A{\text{:finite}}}{\Bigl \{}\sum _{i\in A}a_{i}\,{\bigr \}}\in [0,\infty ]}
によって定義することができる。和の値が有限となるならば、ai > 0 となるような i ∈ I は高々可算である。実際このとき、任意の n ≥  1 に対して、集合 An = {i ∈ I | ai > 1/n} は
{\displaystyle {\frac {1}{n}}{\textrm {card}}(A_{n})\leq \sum _{i\in A_{n}}a_{i}\leq \sum _{i\in I}a_{i}<\infty }
となるから、有限集合であることがわかる（ここに card(A) は集合 A の濃度を表す）。I が可算無限集合で、I = {i0, i1, ..., ik, ...} と数え上げられるならば、先ほどの和の定義は
{\displaystyle \sum _{i\in I}a_{i}=\sum _{k=0}^{\infty }a_{i_{k}}}
を満たす（級数の値として無限大 ∞ を許す）。
非負実数で添字付けられる族の和は、非負値関数の数え上げ測度に関する積分として理解することができる。この二つの構成の間には多くの共通性が認められる。

#### 位相アーベル群における総和
任意の集合 I と位相アーベル群 X に対して、I で添字付けられた X の元の族 a: I → X を考える。F を I の有限部分集合全体の成す部分集合族とすると、F は集合の包含関係に関する半順序集合として、交わりと結びをもつ有向集合となることに注意する。このとき、族 a の和 S は極限
{\displaystyle S=\sum _{i\in I}a_{i}=\lim {\Big \{}\sum _{i\in A}a_{i}\,{\big |}A\in \mathbf {F} {\Bigr \}}}
として定義される。このとき、和が有限確定ならば族 a は無条件総和可能 (英: unconditionally summable) であるという。「和 S が有限部分和の極限である」というのは、X における 0 の任意の近傍 V に対して I の有限部分集合 A0 をうまく選べば
{\displaystyle S-\sum _{i\in A}a_{i}\in V\quad (\forall A\supset A_{0})}
となるようにできることをいう。F は全順序集合ではないから、これは「部分和の数列の極限」というのとは異なり、有向点族（ネット）の極限と考えなければならない。
位相アーベル群 X における単位元 0 の任意の近傍 W に対し、V − V ⊂ W を満たすより小さな近傍 V が存在する。このことから、無条件総和可能族 (ai)i∈I の有限部分和の全体がコーシーネットを成すことが従う。すなわち、0 の任意の近傍 W に対し、I の有限部分集合  A0 が存在して、 
{\displaystyle \sum _{i\in A_{1}}a_{i}-\sum _{i\in A_{2}}a_{i}\in W,\quad (\forall A_{1},\forall A_{2}\supset A_{0})}
を満たす。位相アーベル群 X が完備である場合には、族 a が X において無条件総和可能であることと、後述する「コーシーネット条件」を満たすことが同値になる。また、X が完備で (ai)i∈I が X において無条件総和可能ならば、I の任意の部分集合 J に対して対応する部分族 (aj)j∈J もまた無条件総和可能である。
非負実数の族の（先の定義の意味での、値として無限大を許す）和の場合、それが有限ならば、それは位相アーベル群 X として実数全体の成す加法群 R をとったときの、ここでいう意味での和と一致する。
X の元の族  a が無条件総和可能ならば、X の単位元 0 の任意の近傍 W に対して I の有限部分集合 A0 が存在して、ai ∈ W が A0 に属さないすべての i について成り立つようにすることができる。ゆえに、X が第一可算公理を満たすならば、ai ≠ 0 となるような添字 i ∈ I 全体の成す集合は可算であることが従う。これは一般の位相アーベル群においては必ずしも成り立たない（後述）。

#### 無条件収束級数
添字集合を I = N とする。点列 (an)n∈N が位相アーベル群 X において無条件総和可能な族ならば、この点列は通常の意味でも収束し、同じ値の和
{\displaystyle \sum _{n=0}^{\infty }a_{n}=\sum _{n\in \mathbb {N} }a_{n}}
を持つ。定義の仕方から、無条件総和可能性は和を取る項の順番によって値が変化することは無い。すなわち、∑ an が無条件総和可能ならば、添字集合 N 上で任意の置換 σ を施したものも収束し、
{\displaystyle \sum _{n=0}^{\infty }a_{\sigma (n)}=\sum _{n=0}^{\infty }a_{n}}
が成り立つ。この逆もまた成立し、級数 ∑ an が任意の置換を施してもなお収束するならば、その級数は無条件収束する。X が完備ならば、無条件収束は任意の部分級数が収束することと同値であり、X がバナッハ空間ならば任意の符号付け εn (= ±1) から得られる級数
{\displaystyle \sum _{n=0}^{\infty }\varepsilon _{n}a_{n}}
が X において収束することとも同値である。X がバナッハ空間ならば絶対収束の概念を定義することができる。すなわち、X に属するベクトルの級数 ∑ an が絶対収束するとは
{\displaystyle \sum _{n\in \mathbf {N} }\|a_{n}\|<\infty }
となることをいう。バナッハ空間におけるベクトルの級数が絶対収束するならばその収束は無条件収束であるが、この逆が成り立つのはバナッハ空間が有限次元である場合に限る(Dvoretzky-Rogersの定理)
。

#### 整列和
添字集合 I が（たとえば最小の超限順序数 α0 のような）整列集合ならば、条件収束級数を考えることができる。超限帰納的に
{\displaystyle \sum _{\beta <\alpha +1}a_{\beta }=a_{\alpha }+\sum _{\beta <\alpha }a_{\beta }}
と定め、また極限順序数 α に対しては極限が存在する限り
{\displaystyle \sum _{\beta <\alpha }a_{\beta }=\lim _{\gamma \to \alpha }\sum _{\beta <\gamma }a_{\beta }}
と定義する。α0 の違いを除いて全ての極限が存在するならばこの級数は収束する。

#### 例
1. 写像 f: X → Y で Y が位相アーベル群のとき、X の各点 a に対し、{\displaystyle f_{a}(x)={\begin{cases}0&(x\neq a)\\f(a)&(x=a)\end{cases}}}で定義される写像の台は一元集合 {a} であり、このとき各点収束の位相に関して（すなわち、和が無限直積位相群 YX に値をとるものとして）{\displaystyle f=\sum _{a\in X}f_{a}}が成立する。
2. 任意添字集合 I 上の関数の和として1の分割{\displaystyle \sum _{i\in I}\varphi _{i}(x)=1}を構成することもできる。作り方から、形の上では非可算添字を持つ級数の和の概念が必要であるように見えるが、x が与えられるごとに和における非零項は有限個しかないので、この和において非可算和が生じることは無い。実用上はさらに関数族が「局所有限」（各 x に対して関数の値が有限個の例外を除く全ての近傍で消えている）などの仮定を置くのが普通である。φi が連続であるとか可微分であるなどの（有限和をとる操作で保たれる）「素性の良い性質」(英: regularity property) は関数族の任意の部分族の和に対して保たれる。
3. 最小の非可算順序数 ω1 を順序位相に関する位相空間とみるとき、f(α) ≡ 1 で定義される定値関数 f: [0, ω1) → [0, ω1] は{\displaystyle \sum _{\alpha \in [0,\omega _{1})}f(\alpha )=\omega _{1}}を満足する（言い換えれば、1 の ω1 個の複写を加えたものは ω1 に等しい）。極限は有限部分和ではなく全ての可算部分和に亘ってとるものに限る。この空間は可分 (英: separable) ではない。